# Введенское (Костромская область)
Введенское — село в Чухломском муниципальном районе Костромской области. Входит в состав Петровского сельского поселения

## География
Находится в северной части Костромской области на расстоянии приблизительно 18 км на восток по прямой от города Чухлома, административного центра района на правом берегу реки Мелша.

## История
Известно, что 1800 году здесь была построена каменная Введенская церковь, в 1835 году на кладбище построена была Дмитриевская церковь. В 1872 году здесь было учтено 11 дворов, в 1907 году — 20.

## Население
Постоянное население составляло 46 человек (1872 год), 23 (1897), 93 (1907), 289 в 2002 году (русские 99 %), 233 в 2022.

## Достопримечательности
Действующие Введенская церковь и Дмитриевская церковь.